# Галис (Чад)
Галис (фр. Galis) — деревня в Чаде, расположенная на территории региона Канем. Входит в состав департамента Канем.

## География
Деревня находится в западной части Чада, к северо-востоку от озера Чад, на высоте 304 метров над уровнем моря.
Галис расположена на расстоянии приблизительно 188 километров к северо-северо-востоку (NNE) от столицы страны Нджамены. Ближайшие населённые пункты: Абукиема, Абори, Гремари, Амбра, Бультоа, Абани, Абани-Арак.
Климат деревни характеризуется как аридный жаркий (BWh в классификации климатов Кёппена).

## Транспорт
Ближайший аэропорт расположен в городе Нгури.